# Nậm Lăng
Nậm Lăng là một con sông đổ ra Sông Bắc Cuông. Nậm Lăng chảy qua các tỉnh Lào Cai và Hà Giang, Việt Nam. Sông có chiều dài 12 km và diện tích lưu vực là 39 km².
Nậm Lăng khởi nguồn từ các suối ở phần bắc xã Bản Rịa huyện Quang Bình tỉnh Hà Giang 22°28′29″B 104°28′52″Đ / 22,474767°B 104,481244°Đ, chảy về hướng nam.